# Fluoborita
La fluoborita és un mineral de la classe dels borats. Va rebre el seu nom l'any 1926 per Per Geijer en al·lusió a la seva composició, que conté tant fluor com bor.

## Característiques
La fluoborita és un borat de fórmula química Mg₃(BO₃)F₃. Cristal·litza en el sistema hexagonal. La seva duresa a l'escala de Mohs és 3,5. És una espècie isostructural amb la hidroxilborita, de la qual és el seu anàleg amb fluor, i amb la que forma una sèrie de solució sòlida.
Segons la classificació de Nickel-Strunz, la fluoborita pertany a «06.AB: borats amb anions addicionals; 1(D) + OH, etc.» juntament amb els següents minerals: hambergita, berborita, jeremejevita, warwickita, yuanfuliïta, karlita, azoproïta, bonaccordita, fredrikssonita, ludwigita, vonsenita, pinakiolita, blatterita, chestermanita, ortopinakiolita, takeuchiïta, hulsita, magnesiohulsita, aluminomagnesiohulsita, hidroxilborita, shabynita, wightmanita, gaudefroyita, sakhaïta, harkerita, pertsevita-(F), pertsevita-(OH), jacquesdietrichita i painita.

## Formació i jaciments
Va ser descoberta a Tallgruvan, al poble de Kallmora, a Norberg, Västmanland (Suècia), on sol trobar-se associada a altres minerals com la ludwigita i la condrodita. Ha estat descrita a diversos països tot i que el jaciments d'aquest mineral són escassos.